# سدار راپیدز (فیلم)
«سدار راپیدز» (انگلیسی: Cedar Rapids (film)) فیلمی در ژانر کمدی است که در سال ۲۰۱۱ منتشر شد.

## خلاصه داستان
تیم لیپی یک مامور ساده و درستکار شرکت بیمه براون استار در یک شهر کوچک، زندگی ساده و یکنواختی دارد. او ارتباط خوب و صمیمانه‌ای با همه مشتریانش دارد و در یک رابطه عاشقانه با معلم دوران دبیرستانش (خانم وندرهی) است. مرگ ناگهانی راجر لمکی مهم‌ترین کارمند براون استار بر اثر اختناق شهوانی شرکت را دچار بحران بزرگی می‌کند چرا که راجر طی سه سال گذشته در یک کنفرانس منطقه‌ای موفق به کسب جایزه ارزشمند دو الماس برای براون استار شده است. مدیر شرکت ،بیل کراگستد، که درگیر مراسم ازدواج دخترش است از تیم میخواهد که به جای راجر به کنفرانس ASMI در سدار رپیدز برود و با جبران آبروریزی مرگ لمکی جایزه دو الماس را برای چهارمین سال متوالی کسب کند. تیم که برای این ماموریت بسیار ساده و بی‌تجربه است در سدار رپیدز با سه کارمند با سابقه به نام‌های دین زیگلر، رونالد ویلکس، جوآن استراوسکی-فاکس آشنا می‌شود و درطی سفر متوجه حقایقی می‌شود که ذهنیتش را نسبت به شغلش تغییر می‌دهد...

## بازیگران
| بازیگر              | نقش                       |
| ------------------- | ------------------------- |
| اد هلمز             | تیم لیپی/ تیمبو           |
| جان سی ریلی         | دین زیگلر/ دینزی          |
| آن هیچ              | جوآن استراوسکی-فاکس/فاکسی |
| ایسایا ویتلک جونیور | رونالد ویلکس/ رانیمال     |
| استیون روت          | بیل کراگستد/ کراگر        |
| سیگورنی ویور        | میسی وندرهی               |
| عالیه شوکت          | بری                       |
| کرتوود اسمیت        | اورین هلگسون              |